# Maximilian Eggestein
Maximilian Eggestein (født 8. december 1996) er en tysk fodboldspiller, som spiller for Werder Bremen i den tyske Bundesliga.
Han har spillet 16 kampe for det tyske U/21-landshold.